# 超塩基性岩

化学組成による火山岩の分類

超塩基性岩（ちょうえんきせいがん、英: ultrabasic rock）とは、SiO2含有量（重量%）が45%以下の岩石。この「塩基性」という語は、化学で用いられるのとは意味が異なる。
苦鉄質鉱物（マフィック鉱物）と珪長質鉱物（フェルシック鉱物）の量比から定義された超苦鉄質岩（超マフィック岩）とほぼ同じ意味で用いられることも多いが、定義が異なる。例えば、輝石岩（英語: Pyroxenite）は超苦鉄質岩であるが、SiO2は45%以上である。

## 主な超塩基性岩

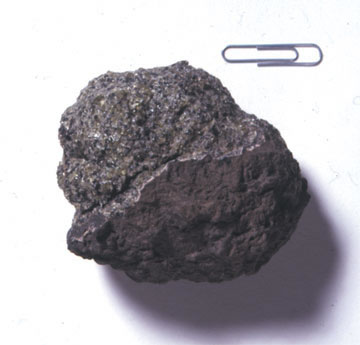
かんらん岩
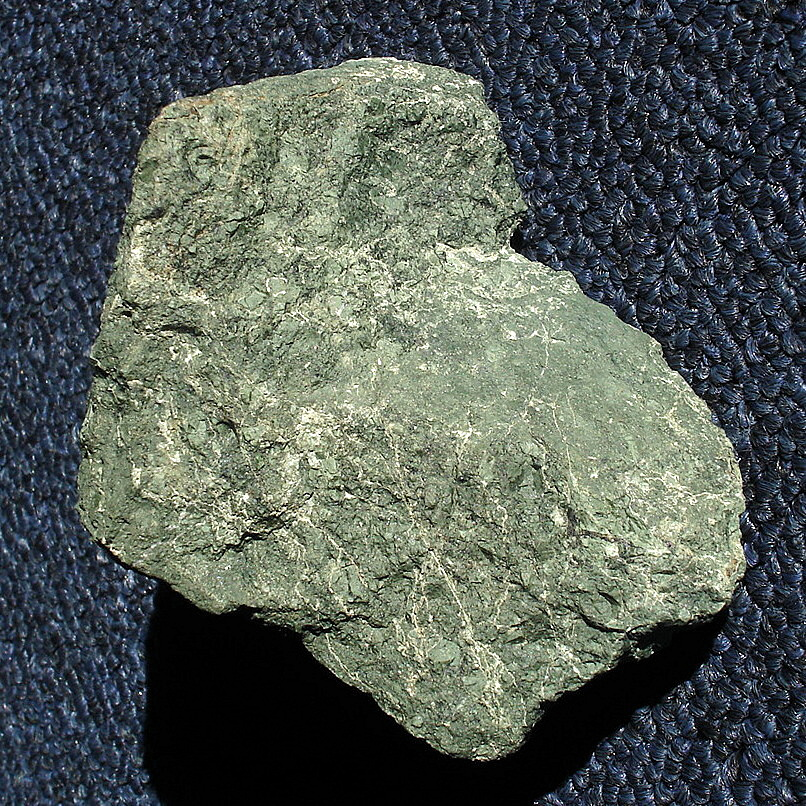
蛇紋岩
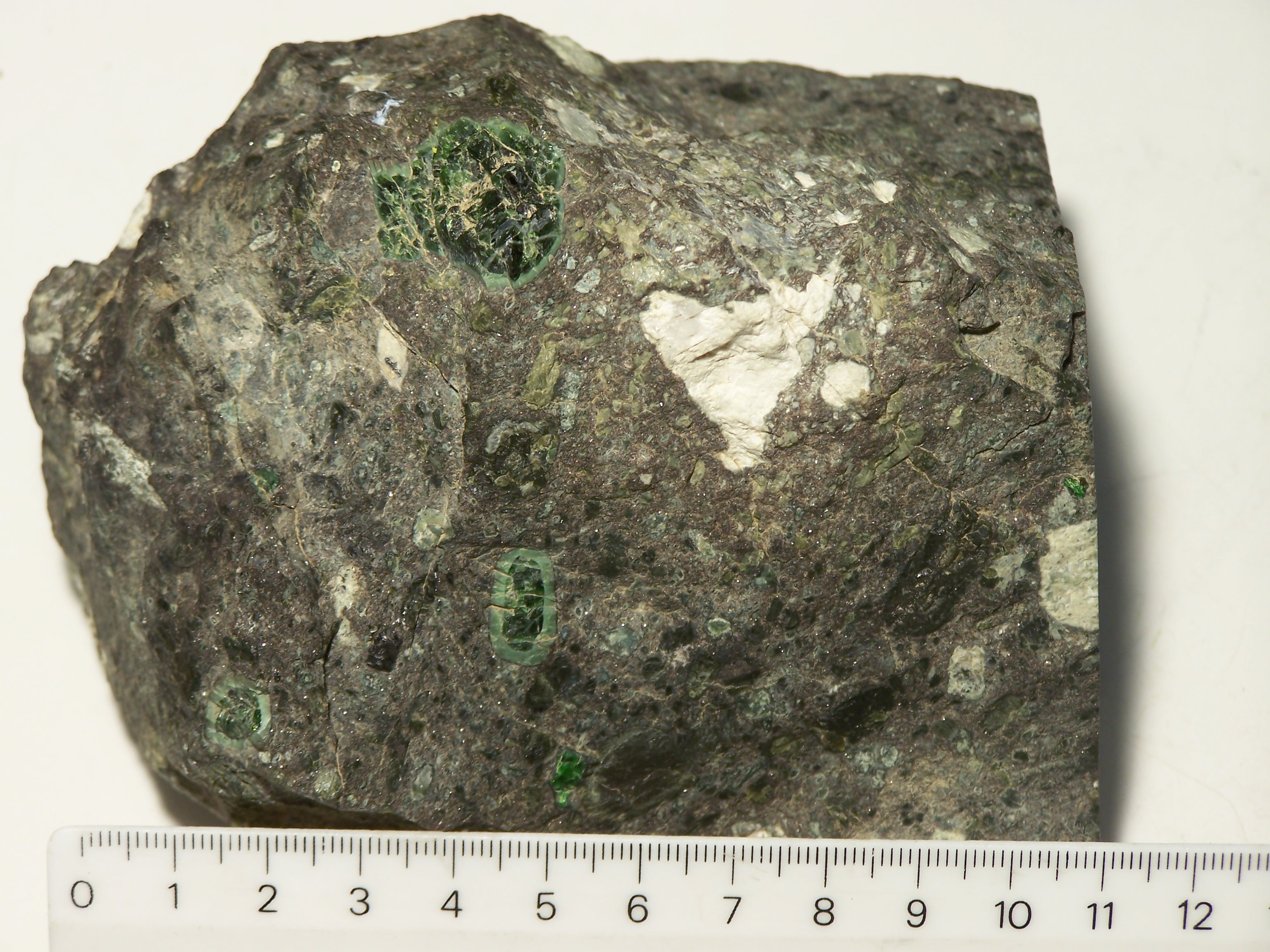
キンバリー岩